# ساموخ‌لو
ساموخ‌لو (به ترکی آذربایجانی: Samuxlu) یک منطقه مسکونی در جمهوری آذربایجان است که در شهرستان بردع واقع شده است. ساموخ‌لو ۱۶۳۷ نفر جمعیت دارد.